# Simon Soret
Simon Soret est un homme politique français né le 14 juillet 1748 à Pontoise (Val-d'Oise) et mort le 23 février 1828 dans la même ville.
Receveur des décimes du Vexin français et administrateur des hospices de Pontoise avant la Révolution, il est premier échevin de Pontoise en 1790, puis procureur syndic du district. Il est député de Seine-et-Oise de 1791 à 1792. Obligé de se cacher sous la Terreur, il se rallie au Consulat et devient conseiller général et député de Seine-et-Oise de 1802 à 1810.

## Sources
- « Simon Soret », dans Adolphe Robert et Gaston Cougny, Dictionnaire des parlementaires français, Edgar Bourloton, 1889-1891 [détail de l’édition]